# داني دييز
داني دييز (بالإسبانية: Dani Díez)‏ مواليد 7 أبريل 1993 في مدريد، هو لاعب كرة سلة إسباني بدأ مسيرته الاحترافية في سنة 2010. تم اختياره من قبل فريق يوتاه جاز خلال الدرافت ويحمل الرقم 11. يبلغ طوله 6 قدم 8 بوصة (2.0 م).

## روابط خارجية
- داني دييز على موقع الاتحاد الدولي لكرة السلة (الإنجليزية)
- داني دييز على موقع الدوري الأوروبي لكرة السلة (الإنجليزية)
- داني دييز على موقع سبورتس رفرنس (الإنجليزية)
- داني دييز على موقع الدوري الإسباني لكرة السلة (الإسبانية)
- داني دييز على موقع كرة السلة الأوروبية.كوم (الإنجليزية)
- داني دييز على موقع ريلجم (الإنجليزية)
- داني دييز على موقع بروبوليرز (الإنجليزية)
- داني دييز على موقع سبورتس رفرنس (الإنجليزية)